# Josef Karel Linhart
Josef Karel Linhart, křtěný Josephus (11. března 1871 Ústí nad Orlicí – 13. prosince 1933 Brno), byl český malíř a restaurátor.

## Život
Josef Karel Linhart se narodil v Ústí nad Orlicí v rodině ústeckoorlického starosty Josefa Linharta a jeho ženy Filumeny, rozené Duškové. Zprvu navštěvoval základní školu, dále pak 3 třídy měšťanské školy, obé ve svém rodišti. Svůj umělecký talent začal rozvíjet ve Vídni, kde 4 roky navštěvoval školení v místních kreslírnách. Po návratu do vlasti zakotvil v Praze, kde v letech 1890–1895 studoval na Akademii výtvarných umění, u profesora Františka Sequense. Poté v letech 1895–1896 absolvoval vojenskou službu a po návratu, pokračoval na téže malířské akademii v letech 1896–1897 ve školení u profesora Vojtěcha Hynaise.
Později postupně restauroval mezi léty 1906–1914 několik obrazů v Brně, další pak v letech 1909–1919 v Novém Městě nad Metují, v roce 1920 v brněnském Moravském zemském muzeu a v roce 1921 nástěnné malby v Praze.
Jan Karel Linhart zemřel v polovině prosince 1933 v brněnské nemocnici Milosrdných Bratří v důsledku cévní mozkové příhody. Následně pak byly 15. prosince jeho ostatky zpopelněny v brněnském krematoriu.
Malíř Jan Karel Linhart se specializoval na konzervování a restaurování obrazů a nástěnných maleb.

## Galerie

Důlní budova, kolorovaná kresba kol. 1930
Autoportrét, (olej na papíře) 1895
Muž v turbanu, (akvarel na papíře) 1887
Sedící muž, (kresba tužkou na papíře) 1888
Stojící žena, (kresba perem na papíře) 1874
Studie draperie, (kresba rudkou na papíře) 1894
V horách, (akvarel na papíře) 1869
Zátiší se džbánem (kresba perem na papíře) 1867

### Adresáře
- 1926 Adresář výtvarných umělců československých, Syndikát výtvarných umělců československých
- 1929 Adresář výtvarných umělců československých, Syndikát výtvarných umělců československých